# Diacyclops ichnusoides
Diacyclops ichnusoides is een eenoogkreeftjessoort uit de familie van de Cyclopidae. De wetenschappelijke naam van de soort is voor het eerst geldig gepubliceerd in 1997 door Petkovski & Karanovic.